# Nymphon tubiferum
Nymphon tubiferum är en havsspindelart som beskrevs av Stock, J.H. 1978. Nymphon tubiferum ingår i släktet Nymphon och familjen Nymphonidae. Inga underarter finns listade i Catalogue of Life.